# Zuzman József
Zuzman József (Sajószentpéter, 1822 – 1894 után ) asztalosmester, Kaposvár mezőváros utolsó bírója.

## Élete
1840-ben költözött Kaposvárra, és abban az évben megnyitotta asztalosműhelyét. 1846-ban, 24 esztendős korában áttért az izraelita hitről a katolikusra, keresztszülei Kapocsfy Mátyás, az Eszterházy-uradalom jogtanácsosa és neje lettek, a keresztelőt pedig Tallián Lázár plébános tartotta. 1858-ban nősült, egy helybeli szűcsmester lányát vette feleségül, akitől 1859-ben született lánya, Zuzmann Franciska.
Zuzmant 1871-ben választották meg bírónak, ő állt élére annak a mozgalomnak, ami azt célozta, hogy az 1871-es közigazgatási reform segítségével Kaposvár kiléphessen a falusias mezővárosi státuszából, és megyeszékhelyhez méltóan önálló tanácsot és önkormányzatot kapjon. Ő volt az elindítója a rendezett tanácsú városi státusz elnyerésének támogatását óhajtó kérelemnek, amit a megyéhez juttattak el. Az ő bírósága idején kapott a városi plébánia egy 25 mázsás harangot, illetve a Zákány–Dombóvár–Bátaszék-vasútvonal kaposvári szakasza (ma: Dombóvár–Gyékényes-vasútvonal) is az ő vezetése idején készült el.
A rendezett tanácsú város első képviselőtestületi választására 1873. január 20-án került sor. Az első polgármester azonban Bárány Gusztáv lett, nem Zuzman. Az utókor véleménye szerint Zuzman előrelátó volt, az akkori közélet mentalitásához képest túlságosan is, ezért a város notabilitásai veszélyt láttak benne, így történhetett, hogy nem ő, hanem a helyi kocsma bérlője lett Kaposvár első polgármestere.
Nem bizonyítható, de az életrajzi adatok egyezősége alapján akár igaz is lehet, hogy Zuzman szépnek ismert lányának a kezét Rippl-Rónai József, az akkor még csak műkedvelőként festegető kaposvári patikussegéd is megkérte. Zuzman azonban visszautasította: "hogyha becsületes festő és mázoló mester volnál, odaadnám a lányt; ha olyan patikus mester lennél, aki a patikája fellendítésén dolgozik odaadnám; de egy olyan patikussegédnek, aki az idejét festegetéssel vesztegeti, nem adom."
Életének további folyása nem ismert: 1894-ben még adományozott 10 koronát a dunaföldvári katolikus legényegylet számára.